# Nahe (Schleuse)
Die Nahe ist ein 21,5 km langer Fluss im Thüringer Wald. Sie stellt im Fächer der Schleuse den zweiten Hauptfluss dar und steuert etwa die Hälfte von dessen Wassermenge bei.

## Verlauf
Die Nahe entspringt in mehreren Quellbächen am Südhang des Großen Finsterbergs (944 m). Der Bach durchfließt zunächst in südsüdöstliche Richtung den Suhler Ortsteil Schmiedefeld am Rennsteig und verläuft dann weiter in einem engen, bewaldeten und von den steilen Flanken der Rücken von Hoher Buche (bis 748 m, Westen) und Schmiedswiesenkopf/Staudenkopf (bis 784 m, Osten) gesäumten Kerbsohlental nach Süden.
Nach einem Abschnitt an der Ortsgrenze von Schmiedefeld bzw. dem Ilmenauer Ortsteil Frauenwald zu Vesser (Stadt Suhl) im Westen erreicht der Fluss schließlich den Landkreis Hildburghausen mit dem Schleusinger Ortsteil Schleusingerneundorf, wobei sich der Flusslauf langsam in Richtung Südwesten wendet.
Mit dem Erreichen des Ortsteils Hinternah verlässt die Nahe den eigentlichen Thüringer Wald und betritt dessen Buntsandstein-Vorland. Das Tal weitet sich zu einem Wiesengrund. In Schleusingen fließt von rechts der mit Abstand größte Nebenfluss Erle zu, der die Wassermenge der Nahe in etwa verdoppelt, bis der Fluss schließlich von links der Schleuse zufließt und wiederum deren Wassermenge in etwa verdoppelt.

## Wirtschaftshistorie
Die durch das Nahetal verlaufende Hohe Straße von Schleusingen nach Erfurt war eine der wichtigsten Passstraßen im Mittelalter über den Thüringer Wald. Das mittlere Nahetal und dessen Seitentäler wurde erst sehr spät, im 16. Jahrhundert, von Glasmachern und Köhlern erschlossen. Der Ort Schmiedefeld wurde bereits 1414 erstmals urkundlich erwähnt, hier hatten Bergleute und nachgeordnete Gewerke eine rasch wachsende Siedlung begründet. In Schleusingerneundorf lebten nach 1600 erst etwa 190 Einwohner, die mit Waldarbeiten und Almwirtschaft ihr kärgliches Auskommen bestreiten mussten. Die Industrialisierung erfolgte von Schleusingen aus – 1853 wurde ein Glaswerk errichtet.

## Verkehrserschließung
Durch das Nahetal führt die Eisenbahnstrecke der Rennsteigbahn sowie die Bundesstraße 4. Der Abschnitt von Schleusingen nach Ilmenau mit Überquerung des Rennsteiges zählt zu den landschaftlich reizvollsten Fahrstrecken im Thüringer Wald.